# Escola Tècnica Superior d'Arquitectura de Barcelona
L'Escola Tècnica Superior d'Arquitectura de Barcelona (ETSAB) és, juntament amb l'Escola Tècnica Superior d'Arquitectura del Vallès, una de les dues escoles d'arquitectura de la Universitat Politècnica de Catalunya (UPC), i atorga el títol d'arquitecte, així com doctorats i diversos màsters de postgrau. Es va crear el 1875 sota el nom d'Escola Provincial d'Arquitectura de Barcelona i és la més antiga de Catalunya i la segona de l'estat espanyol. L'actual edifici es va estrenar el 1961 a la Zona Universitària de Barcelona.

## Història

### La fundació de l'escola
Fundada oficialment l'any 1875, l'Escuela Provincial de Arquitectura de Barcelona va continuar l'ensenyament que arrencà a principi del segle xix amb les classes d'Antoni Cellers a l'Escola de Nobles Arts de Llotja, promoguda per la Reial Junta Particular de Comerç. Una tradició docent que tindrà episodis successius en les diferents escoles de Mestres d'Obres. Tenia la seu a l'edifici històric de la Universitat de Barcelona.
De fet, l'Escola ja funcionava des del 1871 i se sustentava sobre dos models pedagògics: d'una banda, el Politècnic, del qual pren el sistema d'estructurar la carrera en assignatures, amb predomini de les tècniques. De l'altre, el de l'École des Beaux Arts, que proporcionava el gust per les qualitats artístiques del dibuix. Bona mostra d'aquest darrer model és l'exercici de revàlida que adoptà l'escola per avaluar als estudiants.
Sota la direcció d'Elies Rogent (1871-1889) i el llarg del període de la de Lluís Domènech i Montaner (1900, 1905-1919), a l'Escola es desenvolupà un cicle força coherent. Estilísticament el definiria una actitud eclèctica, propera a una tendència del modernisme. En aquesta via es rebutjava la tradició clàssica i s'intenta un apropament a les tradicions locals, com ara les formes de l'edat mitjana. L'escola participà, encara que de manera moderada, en l'efervescència del pensament nacionalista romàntic català. Es visitaven els monuments del passat i s'hi feien aixecaments i projectes de restauració.

### El llarg cicle acadèmic
Vers el 1910, l'hegemonia modernista començà a declinar. Domènech i Montaner encara n'era director, però el claustre de professors inicià una renovació que en pocs anys esdevindia profunda. El 1914 entrà en vigor un pla d'estudis nou i la carrera es fa llarga i complexa. El llarg cicle acadèmic no era, però, uniforme. A l'interior s'hi van introduir falques que obren l'escola a altres tendències. La crisi de fi de segle també l'afectà, tot i que amb retard i amb poca intensitat. El llenguatge clàssic es depurà d'excessos ornamentals i s'hi aprecia la influència de la Sezession i de la Wagnerschule. Sota l'influx del noucentisme, els projectes tendiren a tocar de peus a terra i s'ocuparen de bastir l'arquitectura de les institucions públiques, de la indústria i de la societat civil i religiosa catalana.
Malgrat la intenció de mirar a l'exterior, l'horitzó de l'Escola era estret i limitat; ho confirma la timidesa amb què es rebien determinades propostes de caràcter més agosarat. Els estudiants dels anys vint es troben davant l'alè d'una incipient onada d'avantguarda i, vers la fi de la dècada, adoptaren postures més radicals en la crítica a la institució i als models d'ensenyament que promou. Una de les alternatives a la docència oficial fou la que es proposà des de l'Associació d'Estudiants d'Arquitectura, que organitzava conferències i exposicions amb la intenció d'omplir el buit de discussió que hi havia tant a l'Escola com a l'àmbit professional.
La interrupció bèl·lica tampoc no va permetre que l'Escola rebés amb més intensitat les propostes de l'anomenada avantguarda ni que aquestes fossin aplicades. El 1936, la guerra civil imposà una nova situació: l'Escola es va anar buidant d'alumnes i professors. El conflicte polític és el marc en què es replantejaren els programes educatius. Amb la redacció d'un programa pedagògic, preparat el 1937 pel Sindicat d'Arquitectes de Catalunya dins del Consell de l'Escola Nova Unificada (CENU), es plantejà la socialització de la professió, que també afecta l'organització de l'ensenyança. El nomenament de Josep Torres i Clavé com a comissari delegat de la Generalitat a l'Escola, l'any 1938, permetçe convocar una sèrie de reunions per a revisar els plans d'estudi. La referència al model Bauhaus, la liberalització de les proves d'avaluació, la relació de l'ensenyament amb la pràctica directa de la professió, la mobilitat del professorat i la destitució dels catedràtics de l'etapa anterior, eren els principals punts de la transformació. El nou pla d'estudis volia donar resposta a les necessitats d'una nova configuració social, però no es portarà a la pràctica a causa del tancament de l'Escola durant aquells anys.
Després de l'esfondrament per la guerra, l'activitat docent es va reprendre amb un caire de continuïtat amb actituds anteriors. La inèrcia, tant del professorat com dels mètodes i sistemes lligats a l'academicisme, reforçaria un ensenyament retòric i poc creatiu. L'Escola, abstreta en una obsoleta monumentalitat i al marge de les exaltacions de l'estètica del franquisme, més aviat vivia de les rendes de la gran Barcelona proposada el 1929.

### L'Escola moderna
A la dècada del 1950, l'ensenyament de l'arquitectura s'hauria de capgirar per afrontar una realitat immediata i condicionant. Les onades migratòries, l'augment de la producció industrial i l'acceleració del sector de la construcció, exigixiren una qualificació professional que ja no tenia res a veure amb els programes inconcrets o d'escala monumental de la primera postguerra. Els joves arquitectes havien anat temptejant i intuint possibles sortides a l'academicisme rebut a les lliçons de l'Escola. El procés de modernització de l'arquitectura s'estava produint fora de l'àmbit docent.
A partir de 1961, sota la direcció de Robert Terradas i Via, l'Escola es traslladà a la nova zona universitària de Pedralbes, a l'edifici actual projectat per Josep Maria Segarra Solsona, i el nombre d'estudiants augmenta considerablement. El 1964, un nou pla d'estudis –que suprimia els dos cursos d'Ingrés i Selecció– i l'entrada d'una nova generació docent encetarien el camí cap a la normalització professional i cap a la construcció d'una lògica d'ensenyament més adequada a les exigències de la demanda social. Aquest camí no seria fàcil –recordem la implicació de la Universitat en la situació política d'aquells anys i les llargues interrupcions docents motivades per aquest compromís–. Tampoc no seria immediata la reacció a la demanda d'especialització i de noves qualificacions professionals. L'espectre de les velles estructures trigaria encara bastant temps a desaparèixer de la Diagonal.
Són anys on s'alternaren directors-comissaris, situats en el seu càrrec per posar ordre a una Escola rebel, amb d'altres que intentaven, dins l'estret marge de les condicions polítiques i educatives de l'època, formar professionals aptes per a treballar en una societat immersa en el procés modernitzador.
Un primer canvi institucional consistiria en el traspàs de l'Escola de la Universitat de Barcelona a la nova Universitat Politècnica l'any 1973, a la qual pertanyé fins al moment present. Un altre arribà amb Oriol Bohigas, que serà director entre 1977 i 1980. En aquell període s'endegà un pla d'estudis nou (1979) i s'amplia l'edifici (1978-1985), segons el projecte de Josep Antoni Coderch. També alguns trets que, en cert sentit, havien caracteritzat l'Escola de Barcelona, com ara la vinculació amb la ciutat, ara prenien un sentit nou. L'Escola i els professors continuaven atents al context que els envolta, bé sigui el que té per focus esdeveniments puntuals, com els Jocs Olímpics o el Fòrum de les Cultures, bé sigui el que marca la construcció de la ciutat i el territori. Però el fet fonamental de la implicació de l'Escola d'Arquitectura amb el seu entorn es troba en els exercicis proposats als estudiants. El catàleg de treballs permet comprovar com l'Escola estudià temes o zones de la ciutat pendents de resolució, i era una espècie de banc de proves i d'experimentació.
L'any 2009 l'escola tornà a créixer amb l'edifici de la Biblioteca Oriol Bohigas, projectat per Jaume Sanmartí i Verdaguer.

### Directors
| Període     | Director                              | Director |
| ----------- | ------------------------------------- | -------- |
| 1875-1889   | Elies Rogent i Amat                   |          |
| 1889-1900   | Francesc de Paula del Villar Lozano   |          |
| 1900-1901   | Lluís Domènech i Muntaner             |          |
| 1901-1905   | Joan Torras i Guardiola               |          |
| 1905-1920   | Lluís Domènech i Muntaner (*)         |          |
| 1920-1924   | Joaquim Bassegoda i Amigó             |          |
| 1924-1932   | Francesc de Paula Nebot i Torrens     |          |
| 1932-1938   | Alexandre Soler i March               |          |
| 1928-1939   | Josep Torres i Clavé                  |          |
| 1939-1940   | Alexandre Soler i March (*)           |          |
| 1940-1953   | Francesc de Paula Nebot i Torrens (*) |          |
| 1953-1960   | Amadeu Llopart i Vilalta              |          |
| 1960-1968   | Robert Terradas i Via                 |          |
| 1968-1969   | Manuel de Solà-Morales i Rosselló     |          |
| 1969-1972   | Leopold Gil i Nebot                   |          |
| 1972-1973   | Francisco Javier Carvajal Ferrer      |          |
| 1973-1977   | Javier de Cárdenas Chavarri           |          |
| 1977-1980   | Oriol Bohigas i Guardiola             |          |
| 1980-1984   | Josep Muntañola i Thornberg           |          |
| 1984-1991   | Fernando Juan Ramos Galino            |          |
| 1991-1994   | Santiago Roqueta i Matias             |          |
| 1994-1997   | Manuel de Solà-Morales i Rubió        |          |
| 1997-2001   | Eduard Bru i Bistuer                  |          |
| 2001-2008   | Jaume Sanmartí i Verdaguer            |          |
| 2008-2013   | Ferran Sagarra Trias                  |          |
| 2013-2017   | Jordi Ros Ballesteros                 |          |
| 2017-Actual | Felix Solaguren-Beascoa de Corral     |          |

(*) Repeteix en el càrrec

## Antics alumnes cèlebres
- Antoni Gaudí Cornet
- Josep Lluís Sert
- Enric Miralles
- Josep Antoni Coderch
- Oriol Bohigas Guardiola
- Josep Puig Cadafalch
- Bjarke Ingels
- Ricardo Bofill
- Manuel de Solà-Morales
- Carme Pinós
- Óscar Tusquets
- Ramón Vilalta
- Josep Llinàs
- Josep Lluís Mateo
- Carles Ferrater
- Jordi Bonet i Armengol 1942-1949
- Isidre Puig Boada
- Maria Rubert de Ventós
- Martín Tárrega
- Antón Román Conde
- Enric Batllé
- Beth Galí
- Federico Correa
- Alfons Milà
- Francesc Mitjans

## Laboratori d'Urbanisme de Barcelona
El Laboratori d'Urbanisme de Barcelona (LUB) és un centre de recerca de la Universitat Politècnica de Catalunya (UPC) adscrit al Departament d'Urbanisme de l'ETSAB.
La fundació del LUB el 1968 va reunir, sota la iniciativa de Manuel de Solà-Morales, als professors Joan Busquets, Antonio Font, Miquel Domingo i José Luís Gómez Ordóñez a l'Escola d'Arquitectura de Barcelona (ETSAB). Des d'aleshores, diverses promocions d'estudiants han participat en les iniciatives pròpies del Laboratori i molts professors hi ha realitzat recerques pròpies. Un conjunt de tesis doctorals hi tenen el seu origen. Professors vinculats en un moment o altre imparteixen docència en diverses universitats europees i americanes.
Des del 2004 és un Grup de Recerca Consolidat de la UPC finançat per l'AGAUR 2009/2013 amb el programa "Observatori de l'urbanisme de les ciutats". Les seves àrees principals d'estudi són les formes de creixement i de la morfologia urbana, el desenvolupament de la Barcelona moderna, la teoria i la pràctica del projecte urbà i l'ensenyament de l'urbanisme al món.
Inicià el 2010 l'edició de la revista digital D'UR, que dona continuïtat a UR - Urbanismo Revista (1985-1992). Entre les diverses publicacions destaca la col·lecció d'A - Laboratori d'Urbanisme, que recull els principals treballs monogràfics que s'han elaborat els darrers anys.